# تريفور ميلر
تريفور ميلر (بالإنجليزية: Trevor Miller)‏ هو كاتب خيال علمي وكاتب سيناريو ومخرج أمريكي، ولد في 5 أكتوبر 1965 في مانشستر في المملكة المتحدة.

## وصلات خارجية
- الموقع الرسمي
- تريفور ميلر على موقع IMDb (الإنجليزية)
- تريفور ميلر على موقع ألو سيني (الفرنسية)
- تريفور ميلر على موقع أول موفي (الإنجليزية)
- تريفور ميلر على موقع قاعدة بيانات الفيلم (الإنجليزية)
- تريفور ميلر على موقع كينوبويسك (الروسية)